# Mythologie japonaise
La mythologie japonaise (日本神話, Nihon shinwa) est l'ensemble des légendes et des mythes du Japon.
Les mythes japonais principaux, comme c'est généralement accepté de nos jours, sont d'origine shintoïste, basés sur le Kojiki et d'autres ouvrages complémentaires. Le Kojiki est le plus ancien recueil de mythes et légendes et d'histoire du Japon. Le Shintōshū explique la genèse des déités par une approche bouddhiste. Les Fudoki, le Hotsuma Tsutae et le Nihon shoki, quant à eux, contiennent des versions relativement différentes de cette mythologie.
Un aspect intéressant de la mythologie japonaise est qu'elle explique l'origine de la famille impériale, considérée officiellement au Japon comme d'ascendance divine jusqu'à la fin de la Seconde Guerre mondiale.

## Genèse du monde
Selon le Kojiki, au commencement, l'univers est informe, silencieux et chaotique et de cet amas commence à se former le Takama-ga-hara (高天原, « haut dans les cieux ») dans lequel les dieux sont destinés à résider. Trois kami (divinité) naissent de cette création, nommés Zoka-Sanshin. Ces divinités s'appellent Ame-no-Minakanushi (天之御中主), Takami-musuhi (高御産巣日/高皇産霊) et Kami-musuhi (神産巣日/神皇産霊), suivies de deux autres appelées Umashiashikabihigoji (宇摩志阿斯訶備比古遅) et Amenotokotachi (天之常立). Elles sont appelées les Kotoamatsukami (別天津神, « divinités des cieux distingués ») et ne jouent qu'un rôle figuratif dans la plupart des mythes. Elles sont asexuées et incarnent les forces qui dirigent le monde. 
Vinrent ensuite sur Terre, deux paires de déités, suivies de cinq autres paires. Les deux premières déités, Kuninotokotachi (国之常立, « le dieu qui existe perpétuellement en tant que nation ») et Toyokumono (豊雲野, « le dieu des nuages abondants et des champs fructueux »), sont comme les cinq premières sans genre. Cinq paires sont engendrées par une déité mâle et une déité femelle, mais qui ne sont pas mari et femme. À l'exception de la dernière paire, Izanagi et Izanami, ils ne jouent qu'un rôle figuratif dans la plupart des mythes. Ces deux et cinq paires sont appelées Kamiyonanayo (神世七代, « Sept générations de dieux »).

## Izanagi et Izanami
Izanagi est l'un des deux kamis qui, selon la religion shintoïste, ont présidé à la création du monde et du Japon. Dans la mythologie japonaise, Izanami, qui signifie « celle qui invite », est à la fois la déesse de la création et de la mort et la première femme du dieu Izanagi.

### Création du Japon
Après leur création en tant qu'êtres divins d'essence masculine et féminine, il leur est confié la tâche de créer la première terre à l'aide d'un naginata nommé Ame no nuhoko (天沼矛, « la Lance Céleste »). Ils se rendent alors au pont qui relie les Cieux et la Terre, Ame no ukihashi (天浮橋, « le pont céleste flottant »), et utilisent Ame no nuhoko afin de mélanger la mer. Du sel qui goutte de la lance et tombe dans l'océan, l'île d'Onogoro se forme par elle-même. Les deux divinités descendent du ciel et érigent un pilier sur l'île (Amenomihashira) et le palais Yahirodono (八尋殿, « la salle aux huit marches ») afin d'y résider.
Izanagi demanda à sa sœur comment son corps était fait : cette dernière lui répondit qu'il y avait un vide à un endroit. Il lui suggéra donc de rapprocher ces deux parties de son corps, ils inventèrent alors un rituel nuptial : Izanagi devait tourner à gauche du pilier du palais que le couple avait bâti sur Terre et Izanami à droite. Malheureusement, une fois le rituel effectué, Izanami se mit à parler la première et elle accoucha de deux entités mal-formées : Hiruko, l'enfant aquatique qu'ils confièrent à la mer en le plaçant dans une barque de joncs, et Awashima (淡島, « l'île d'écume »). Sur le conseil des Amatsukami, ils annulent cette union et c'est Izanagi qui initie la demande en mariage.
De cette nouvelle union naissent les Ōyashima (大八洲), les huit grandes îles de l'archipel nippon :
- Awaji,
- Iyo (plus tard appelée Shikoku),
- Oki,
- Tukushi (plus tard appelée Kyūshū),
- Iki,
- Tsushima,
- Sado,
- Yamato (plus tard appelée Honshū).

Hokkaidō, Chishima, et Okinawa ne faisaient pas partie du Japon ancestral.
Ils engendrèrent de très nombreuses autres îles et divinités. Parmi ces divinités la plupart sont des symboles de la nature ou de la culture japonaise, tels que :
- le kami du vent Shine-tsu-hiko-no-kami, dont le souffle était si fort qu'à sa naissance, les nuages et la brume qui planait sur la Terre depuis le commencement furent immédiatement dispersés, et le monde se remplit de clarté ;
- le kami des Montagnes et le kami des Plaines, qui s’unirent pour faire huit nouveaux kamis.

Izanami fut brûlée vive en donnant naissance à Kagutsuchi (軻遇突智) aussi appelé Homusubi (火産霊), l'incarnation du feu. Ce dernier fut tué par son père aveuglé par la colère. De ce meurtre jaillirent une douzaine d'autres divinités. Avant de mourir, Izanami vomit deux kamis : les kami du métal (Kanayama-biko et Kanayama-hime), puis alla au Yomi-no-kuni, le monde des morts.

### Voyage au pays des morts
Izanagi pleura la perte de son épouse et entreprit un périple au Yomi (mythologie) (黄泉), le pays de la nuit et de la mort, pour la ramener. Cependant Izanami a déjà goûté à la nourriture des enfers et ne peut s'en retourner parmi les vivants sans l'accord des divinités infernales. Dans l'obscurité totale Izanagi impatient de revoir son épouse, met le feu à une dent de son peigne, pour enfin l'apercevoir. Il la trouve décatie et décomposée, et découvre qu'elle veut le retenir au Yomi. Horrifié, il la répudie et s'enfuit. Elle le maudit alors et elle se transforme en yōkai et le poursuit et promet de tuer chaque jour un millier d'individus parmi son peuple. Ce à quoi il rétorque qu'en conséquence il ordonnera à son peuple de donner naissance à mille-cinq-cents enfants par jour. Ainsi fut instauré le cycle de la vie et de la mort.
En arrivant au royaume des vivants, Izanagi obstrue définitivement le passage entre les deux royaumes, celui des vivants et celui des morts, avec « une pierre si lourde que mille hommes n'auraient pas pu la porter ». C'est ainsi que vivants et morts cohabitent sans jamais se rencontrer.
Ce mythe japonais présente des analogies avec deux mythes grecs : 
- l'enlèvement de Perséphone, qui, ayant mangé des grains de grenade doit rester aux Enfers une partie de l'année ;
- le voyage d'Orphée aux Enfers, qui, ne pouvant se retenir, se retourne pour revoir Eurydice et la perd une seconde fois.

## Le Soleil, la Lune et l'Orage
Lorsqu'Izanagi revint sur Terre après avoir tenté de ramener sa femme, il fit une halte à Tsukushi où il pleura la mort d'Izanami. De ses larmes naquit un kami. Izanagi sortit alors son sabre, Totsuka no Tsurugi, et décapita Kagutsuchi. Du sang qui était resté sur l'épée naquirent huit autres kamis et autant naquirent de différentes parties de son corps. Izanagi décida alors de se purifier en se baignant dans le fleuve de la vallée de l'Awakihara, la rivière des orangers, près du détroit de Tachibanapour. Douze kamis naquirent alors de ses possessions lorsqu'il se déshabilla :
- Tsukitatsu-funato ;
- Michino-nagachiha de son obi ;
- Tokiha-kashi de son sac ;
- Wazurahi-noushi de ses vêtements ;
- Michimata de son hakama ;
- Akigu-hinoushi de sa couronne ;
- Oki-zakaru, Okutsu-nagisabiko et Okitsuka-hibera de son bracelet gauche ;
- Hezakaru, Hetsunagi-sabiko et Hetsuka-hibera de son bracelet droit.

Lorsqu'il se baigna, deux autres kamis naquirent : Yasoma-gatsuhi et Ohoma-gatsuhi. Ces deux kamis étant des diables, Izanagi se purifia une nouvelle fois. Trois kamis naquirent alors : Kamu-naobi, Oho-naobi et Izunome. Puis six nouveaux kamis virent le jour :
- dans les eaux profondes, Sokotsu-watatsumi et Sokotsu-tsunowo ;
- entre deux eaux, Nakatsu-watatsumi et Nakatsu-tsunowo ;
- en surface, Uhatsu-watatsumi et Uhatsu-tsunowo.

Puis, il se lava le visage et trois kamis virent le jour :
- de son œil gauche naît Amaterasu, la déesse du Soleil.
- de son œil droit naît Tsukuyomi, le dieu de la Lune.
- de son nez naît Susanoo, le dieu de l'Orage.

Ces trois derniers kamis étaient les plus importants, Izanagi décida alors de leur offrir son royaume en partage. Il donna à Amaterasu son collier de perles, symbole de la souveraineté et des Hautes Plaines Célestes, à Tsukuyomi le temps et la lune, et à Susanoo les océans et tempêtes.
Cette séance de purification est commémorée dans la religion shintoïste par l'ablution rituelle, le harai ou misogi.

### La retraite du Soleil
Susanoo, la divinité japonaise de l'orage et de la tempête était violent et grossier. Il détruisait tout sur son passage ne laissant que ruines et désolation. Quand il fut rejeté par son père, il vint au Takamanohara pour faire ses adieux à sa sœur Amaterasu, la divinité japonaise du soleil. Mais Amaterasu craignait qu'il ne vienne pour des motifs plus belliqueux. Elle lui demande alors de prouver la bonne foi de ses propos par un concours : le premier des deux qui engendre une divinité masculine gagne. Amaterasu brise l'épée de son frère en trois morceaux qu'elle mâche et transforme en trois élégantes déesses. Susanoo mâche les perles de fécondité des chaînes ornementales de sa sœur (le magatama) et engendre cinq divinités masculines. Puis ils se réclament mutuellement leurs créations, arguant qu'elles sont issues d'un objet leur appartenant. Susanoo se proclame vainqueur. Mais Amaterasu, faisant savoir à Susanoo qu'elle est victorieuse parce que le collier lui appartient, met ce dernier dans une rage folle.
Furieux du tour d'Amaterasu, il adopte un comportement altier et irrespectueux envers son hôte. Il outrepasse ses droits, le jour où il jette la dépouille d'un cheval céleste dans la salle où Amaterasu et ses servantes tissent pour se venger. L'une d'elles, effrayée, s'ouvre les entrailles avec un fuseau et meurt.
Amaterasu, décide alors de priver le monde de lumière : elle se confine dans la caverne d'Iwayado ou Amano-Iwato (天岩戸) et refuse d'en sortir. Les divinités célestes réussirent néanmoins à l'attirer dehors par la ruse : ils font appel à Ameno-uzume (天宇受賣/天鈿女) qui place un miroir devant l'entrée de la caverne et exécute une danse lascive qui ne tarde pas à provoquer une hilarité tonitruante chez les dieux. La curiosité d'Amaterasu s'éveille et elle s'enquiert de cette joie soudaine alors que le monde est privé de sa lumière. Uzume lui répond qu'une nouvelle déesse plus somptueuse qu'elle est apparue.
La jalousie d'Amaterasu la force à sortir et elle aperçoit une très belle déesse à l'entrée de la grotte. (Mais elle ignore qu'il s'agit de son reflet.) Pendant qu'elle reste stupéfaite, des dieux bloquent l'entrée de la grotte, et du même coup, sa retraite. Acculée, elle promet de ne plus fuir si Susanoo est banni du royaume des Cieux.
C'est ainsi qu'Uzume devint le symbole de la gaîté et de la bonne humeur. Elle est également synonyme de sensualité et, à ce titre, figure dans de nombreuses scènes érotiques.

### Susanoo et le serpent géant à huit têtes
Exilé du royaume des Cieux, Susanoo vint à Izumo. Il y trouva un vieil homme et sa femme pleurant le sort de leur fille nommée Kushinada. Susanoo leur en demanda la raison. Le vieil homme expliqua qu'ils avaient à une époque huit filles, mais qu'un serpent géant octocéphale et octocaudal nommé Yamata-no-Orochi (八岐大蛇/八俣遠呂智/八俣遠呂知), avait mangé leurs sept premières filles et réclamait à présent que l'on lui donnât la huitième en pâture.
Susanoo tomba amoureux de la jeune fille et promit à ses parents de la sauver en échange de sa main. Il transforma alors la jeune fille en un peigne qu'il cacha dans ses cheveux, et construisit autour de la maison une muraille percée de huit ouvertures. Il ordonna que l'on place dans chaque ouverture une table avec sur chacune d'elles un grand vase rempli de saké distillé huit fois.
Attiré par l'odeur du saké, le serpent but tant et tant qu'il sombra dans le sommeil. Susanoo en profita alors pour anéantir l'ignoble bête. En découpant le monstre, son sabre buta sur une épée miraculeuse cachée dans l'une des queues du serpent. Pour se racheter auprès de sa sœur Amaterasu, Susanoo lui offre par la suite cette épée, Kusanagi no tsurugi (草薙剣).

## Ōkuninushi, «fils» de Susanoo
Les nombreux demi-frères de Ōkuninushi (大国主), aspirent tous à épouser la princesse Yagami (八上比売, Yagami hime). Alors qu'ils décident de partir pour la province où habite la princesse, ils chargent Ōkuninushi de porter leurs bagages. En chemin, ils rencontrent un lapin blanc (mais ils ignorent que lui aussi est un kami). La peau de ce lapin est nue, et il souffre terriblement. Les nombreux demi-frères conseillent alors au lapin de se baigner dans la mer et de s'exposer au vent pour guérir. Le lapin décide de suivre leurs conseils, mais l'eau salée n'a pour effet que de creuser ses plaies, le faisant encore plus souffrir. 
S'étant laissé distancer par ses demi-frères, Ōkuninushi rencontre à son tour le lapin et lui demande ce qui lui arrive. Le lapin lui explique alors que pour pouvoir traverser la mer et venir ici, il avait demandé à des requins de former un pont sur lequel il passerait. En échange, il leur avait promis de les compter lors de son passage, afin de les aider à savoir qui des requins ou des lapins sont les plus nombreux. Mais, alors qu'il était presque entièrement arrivé de l'autre côté de la mer, le lapin avoua aux requins qu'il ne les avait pas comptés. Le requin sur le dos duquel il était l'avait alors mordu pour le punir de sa négligence. Ayant pitié de lui, Ōkuninushi lui conseille alors de se laver avec de l'eau douce et de couvrir ses blessures avec du pollen de jonc. 
Le lapin décide de suivre ses conseils, et guérit bien vite de ses blessures. En remerciement de sa gentillesse, il prédit alors à Ōkuninushi que la princesse Yagami sera sa femme.
Tué par la suite par ses frères, Ōkuninushi trouve refuge dans le monde souterrain où il retrouve Susanoo et sa fille, la princesse Suseri (須勢理毘売/須世理毘売/須世理姫/須世理比売, Suseri bime), dont il tombe amoureux. Il revient sur Terre avec elle, et s'installe dans la province d'Izumo.

## Fūjin et Raijin, dieux du vent et du tonnerre
Fūjin (風神) est l’un des dieux les plus représentés au Japon, dans la religion shinto et bouddhiste. Il y a beaucoup d’estampes et dessins à son effigie. Il est généralement associé à son frère jumeau, Raijin (雷神), qui lui est le dieu du tonnerre et de la foudre. Tous deux sont parfois considérés comme étant des yōkai. 
Dans le shintoïsme, il est le dieu du vent et est généralement représenté comme un démon aux cheveux rouges avec une peau de léopard. Il tient dans ses deux mains une écharpe qui contient le vent. Fūjin était présent lors de la création du monde. Dans le bouddhisme, il est un démon repenti, contraint de faire le bien.
Fūjin affronta en vain Raijin, espérant prendre son pouvoir et échappa à la mort de justesse. Après sa défaite, il partit, devenant cruel et sombre. Plus tard, Fūjin parvint à vaincre son frère jumeau, il fut alors considéré comme le plus puissant des dieux, et toutes les princesses le convoitaient. Pris de jalousie, Raijin jura qu'il tuerait son ennemi.
Lors d'un nouvel affrontement chez Raijin, Fūjin perdit. Il se cacha et, affaibli, trembla de peur que Raijin, qui voulait l'achever, le retrouve. Pendant ce temps, il affronta un autre dieu et le vainquit facilement. Enfin guéri, sûr de battre Raijin, il alla le retrouver. Ils s'affrontèrent une dernière fois et s'entretuèrent.
Fūjin et Raijin sont parmi les plus connus du grand public car ils sont souvent présents dans les jeux vidéo et mangas.

## Intronisation de Ninigi
Amaterasu ordonna à son petit-fils Ninigi de gouverner le monde. Elle lui offrit alors trois trésors :
- Le magatama de Yasakani (八尺瓊曲玉, Yasakani no magatama?), désormais située au palais impérial ;
- Le miroir de Yata (八咫鏡, Yata no kagami?), désormais situé dans le sanctuaire d'Ise ;
- L'épée de Kusanagi (草薙剣, Kusanagi no tsurugi?) désormais située dans le sanctuaire d'Atsuta, à Nagoya.

Les deux premiers artefacts servirent à attirer Amaterasu hors de la grotte d'Iwayado ; l'épée fut trouvée par Susanoo dans l'une des queues du dragon Yamata-no-orochi[réf. nécessaire].
Saruta-hiko, dieu de la Terre, tenta de s'opposer à son arrivée, mais Ame no Uzume le calma et le convainc de partager son royaume ; ils se marièrent par la suite. Ninigi et sa compagne Ko-no-Hana descendirent sur Terre et vinrent à Himuka (日向), où Ninigi construisit son palais. Ils eurent trois fils, dont Hoderi et Hoori. Cependant, leur mariage ne dura pas : Ninigi était jaloux et suspicieux. De désespoir, Ko-no-hana mit le feu à leur hutte et mourut dans les flammes[réf. nécessaire].
Hoori se maria avec la princesse Toyo-tama, la fille de Ryujin, le dieu des mers, qu'il rencontra alors qu'il était descendu dans les profondeurs de l'océan pour retrouver le harpon de son frère. Toyo-tama-hime lui donna un fils, Ugayafukiaezu, qui eut quatre enfants avec la jeune sœur de Toyo-tama, Tamayori.
Le premier empereur légendaire du Japon est Iwarebiko, aussi appelé Wakemikenu, arrière-petit-fils de Ninigi, petit-fils de Hoori, et fils de Ugayafukiaezu, dont le titre posthume est « Empereur Jimmu » (神武天皇). Il aurait établi l'empire en l'an 660 av. J.-C..